# Aplonis
Aplonis is een geslacht van zangvogels uit de familie  spreeuwen (Sturnidae). 

## Kenmerken
Volwassen vogels van de soorten uit dit geslacht zijn meestal helemaal zwart, bruin of donkergroen, soms met een metaalglans. Daarom worden ze purperspreeuwen genoemd. Vaak hebben ze een opvallend gekleurde oogring. De onvolwassen vogels hebben bij sommige soorten een lichte borst met donkere strepen.

## Verspreiding en leefgebied
Aplonis-soorten komen voor in Indochina, de Indische Archipel, Australazië en Oceanië. Een aantal soorten heeft slechts een beperkt verspreidingsgebied, bijvoorbeeld één eiland. Enkele van deze endemische eilandsoorten zijn bedreigde diersoorten of zijn reeds uitgestorven als gevolg van vernietiging van het leefgebied of door de introductie van uitheemse predatoren zoals ratten.

## Soorten
Het geslacht kent de volgende soorten:
- Aplonis atrifusca – Samoapurperspreeuw
- Aplonis brunneicapillus – Witoogpurperspreeuw
- Aplonis cantoroides – Orpheuspurperspreeuw
- Aplonis cinerascens – Rarotongapurperspreeuw
- Aplonis circumscripta – Damarpurperspreeuw
- Aplonis corvina – Kusaiespreeuw
- Aplonis crassa – Tanimbarpurperspreeuw
- Aplonis dichroa – Makirapurperspreeuw
- Aplonis feadensis – Atolpurperspreeuw
- Aplonis fusca – Bruine purperspreeuw
- Aplonis grandis – Grote purperspreeuw
- Aplonis insularis – Rennellpurperspreeuw
- Aplonis magna – Langstaartpurperspreeuw
- Aplonis mavornata – Maukespreeuw
- Aplonis metallica – Violette purperspreeuw
- Aplonis minor – Kleine purperspreeuw
- Aplonis mysolensis – Molukse purperspreeuw
- Aplonis mystacea – Mimikapurperspreeuw
- Aplonis opaca – Micronesische purperspreeuw
- Aplonis panayensis – Maleise purperspreeuw
- Aplonis pelzelni – Ponapépurperspreeuw
- Aplonis santovestris – Bergpurperspreeuw
- Aplonis striata – Dikbekpurperspreeuw
- Aplonis tabuensis – Polynesische purperspreeuw
- Aplonis zelandica – Vanuatupurperspreeuw